# 唠叨软件
嘮叨軟體（英語：Nagware、Annoyware、Begware）又稱提醒型軟體是一種共享軟體，不過它們會不斷提醒用戶付款註冊軟體。它們通常會在用戶開啟軟體時彈出視窗並顯示要求註冊的訊息，或是在使用期間間歇地彈出。這些訊息會在螢幕中隐蔽之处出現，或是弹出一個可以被快速地關閉的對話視窗。有一些嘮叨軟體會在顯示訊息並強制用戶等待一段時間才能繼續使用軟體。
這做法一般會令用戶對要求註冊的訊息感到煩厭，然後會註冊軟體來避免再看見訊息。但如果軟體提示得太頻繁，用戶可能會放棄使用該軟體，即使未完全了解其功能，這樣反而會使軟體開發商失去一個令用戶付費註冊的機會。
嘮叨軟體的例子包括WinRAR、WinZip、mIRC、Internet Download Manager和SmartFTP等。這些軟體都會在用戶的試用軟體期限屆滿後彈出視窗來提醒用戶購買軟體的方法。